# Sitio Histórico Nacional de San Juan
El sitio histórico nacional de San Juan en San Juan (Puerto Rico) incluye las fortificaciones de la era colonial española, bastiones, polvorines y tres cuartas partes de la antigua muralla de la ciudad.

## Estatus
El sitio histórico fue creado por decreto el 14 de febrero de 1949 debido a la necesidad de proteger las fortificaciones, así como preservar su valor histórico y arquitectónico.
El 15 de octubre de 1966, el sitio fue listado en el Registro Nacional de Lugares Históricos de los Estados Unidos y el 6 de diciembre de 1983 fue añadido a la lista de Patrimonio de la Humanidad por la Unesco como La Fortaleza y el Sitio Histórico Nacional de San Juan en Puerto Rico

## Características del Sitio Histórico Nacional de San Juan
El sitio incluye:
- La Fortaleza
- Castillo San Cristóbal
- Castillo San Felipe del Morro
- Murallas del Viejo San Juan

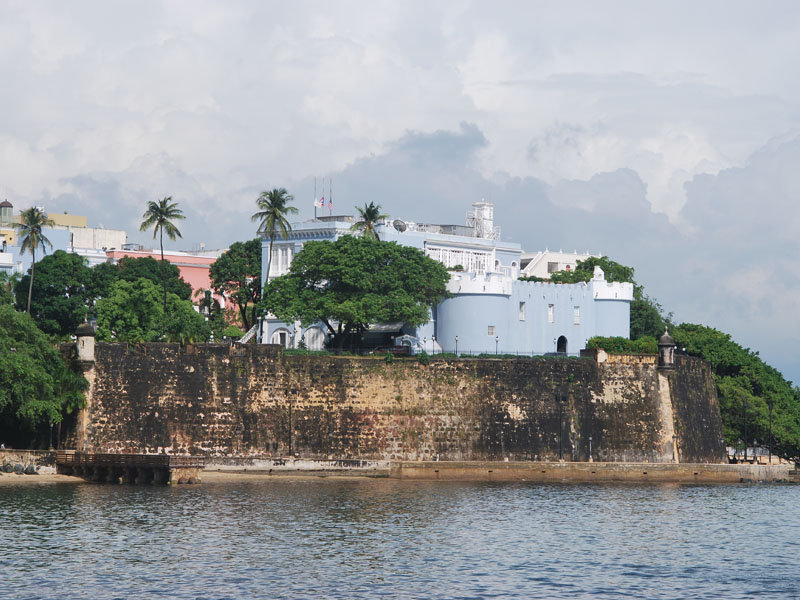
La Fortaleza, que data de 1533, es un ejemplo poco común de la arquitectura medieval en el Nuevo Mundo

- Fortín San Juan de la Cruz (El Cañuelo)